# Hieraaetus
Hieraaetus Kaup, 1844 è un genere di uccelli rapaci della famiglia degli Accipitridi.
Il nome generico deriva dal greco antico: ἱέραξ?, hiérax ("sparviero, falcone") e ἀετός, aetós ("aquila").

## Tassonomia
Il genere comprende le seguenti specie:
- Hieraaetus wahlbergi (Sundevall, 1850) - aquila di Wahlberg
- Hieraaetus pennatus (Gmelin, JF, 1788) - aquila minore
- Hieraaetus morphnoides (Gould, 1841) - aquila minore australiana
- Hieraaetus weiskei (Reichenow, 1900) - aquila pigmea
- Hieraaetus ayresii (Gurney, 1862) - aquila minore di Ayres